# Кім Ман Джун
Кім Ман Джун (кор. 김만중; 1637, Сеул — 1692, Намхе) — корейський вчений, поет і політичний діяч.

## Короткий життєпис
Народився в рік, коли його країна була завойована маньчжурами і розорена. Його батько покінчив життя самогубством після захоплення ворогами столиці, і майбутній письменник народився вже після його смерті.
Спочатку Кім Ман Джун йшов звичайною дорогою молодої людини з аристократичної сім'ї: класична освіта, іспити на чин, кар'єра чиновника і неодмінна участь в політичному житті країни — боротьбі партій за владу. За традицією сім'я письменника належала до Західної партії і, коли управління країною перейшло до цієї партії, Кім Ман Джун отримав високий чин і посаду глави військового відомства. У 1689 Західна партія була відсторонена від влади і Кім Ман Джуна заслали на південний острів Намхе. З цього посилання він не повернувся: помер від туберкульозу легенів. Через 6 років після його смерті Західна партія знову прийшла до влади і Кім Ман Джун посмертно отримав титул «освіченого і шанобливого до батьків».

## Творчість
Першим відгуком на палацовий переворот 1689 року, коли письменник був відсторонений від справ і відправлений на заслання, був його роман «Поневіряння пані Са по півдню», перший роман написаний корейською мовою.
Другий роман «Хмарний сон дев'яти» став підсумком роздумів Кіма про людську природу з її постійними пристрастями. Роман написаний у формі буддійської притчі, що обговорює тему «життя-сон».
Кім Ман Джун писав вірші китайською мовою, які були зібрані в творі під назвою «Збори красного письменства Сопха». У збори увійшло понад двісті віршів, чимала частина яких пов'язана з перипетіями його особистої долі, особливо в останні роки життя.